# Polski Uniwersytet Otwarty im. Tadeusza Kościuszki w Brześciu
Polski Uniwersytet Otwarty im. Tadeusza Kościuszki w Brześciu – niepaństwowa instytucja edukacyjna działająca w latach 90. XX wieku w Brześciu, która stawiała sobie za cel popularyzowanie problematyki z zakresu historii i kultury polskiej. Oferta tej instytucji była skierowana do mieszkańców Brześcia i obwodu brzeskiego.

## Okoliczności powstania
W drugiej połowie lat 80. XX wieku w ZSRR doszło do zmian politycznych i gospodarczych określanych mianem pieriestrojki. W ich wyniku nastąpiła m.in. liberalizacja w zakresie oświaty mniejszości narodowych. W Białoruskiej SRR, zamieszkanej przez znaczącą polską mniejszość narodową, pojawiać się zaczęły inicjatywy i instytucje mające na celu odbudowę i rozwój polskiej oraz polskojęzycznej oświaty. Proces ten kontynuowany był po ogłoszeniu niepodległości przez Białoruś. Na początku lat 90. jednym z podejmowanych w tej dziedzinie przedsięwzięć były tzw. polskie uniwersytety ludowe. Miały one za zadanie, dopełniając państwowy system oświaty, zapewnić dorosłym i młodzieży w wieku pozaszkolnym możliwość zdobywania wiedzy na temat historii, literatury i kultury polskiej, a także uzupełnienie wykształcenia ogólnego. Ich celem było także podtrzymanie świadomości narodowej Polaków zamieszkujących Białoruś. Placówki tego rodzaju zostały utworzone w Baranowiczach, Brześciu i Mińsku. Nie wydawały oficjalnie uznawanych dyplomów ukończenia.

## Charakterystyka
W 1999 roku funkcję rektora Polskiego Uniwersytetu Otwartego im. Tadeusza Kościuszki w Brześciu pełniła docent Helena Kiwako, będąca także organizatorem nauczania języka polskiego w Brzeskim Państwowym Instytucie Pedagogicznym im. Aleksandra Puszkina. Program wykładów na 1999 rok dla mieszkańców Brześcia i obwodu brzeskiego obejmował tematy: społeczno-polityczna działalność Adama Mickiewicza na rzecz niepodległości Ojczyzny, Fryderyk Chopin (1810–1849) – najwybitniejszy kompozytor polski, sytuacja międzynarodowa Polski w przededniu II wojny światowej (60. rocznica wojny obronnej), sytuacja społeczno-polityczna i ekonomiczna III Rzeczypospolitej. Uczelnia przewidywała także sesję poświęconą Konstytucji 3 Maja – Dla ocalenia Ojczyzny naszej i jej granic oraz sesję z okazji 81. rocznicy odzyskania niepodległości przez Polskę.